# Городецька сільська рада (Уманський район)
Городе́цька сільська́ ра́да — адміністративно-територіальна одиниця та орган місцевого самоврядування в Уманському районі Черкаської області. Адміністративний центр — село Городецьке.
Увійшла до складу Паланської сільської громади.

## Загальні відомості
- Населення ради: 1 354 особи (станом на 2001 рік)

## Населені пункти
Сільській раді були підпорядковані населені пункти:
- с. Городецьке

## Склад ради
Рада складалася з 16 депутатів та голови.
- Голова ради: Вишнівська Валентина Василівна
- Секретар ради: Осадченко Людмила Василівна

### Керівний склад попередніх скликань
| Прізвище, ім'я, по батькові    | Основні відомості                                                                     | Дата обрання | Дата звільнення |
| ------------------------------ | ------------------------------------------------------------------------------------- | ------------ | --------------- |
| Вишнівська Валентина Василівна | Сільський голова, 1963 року народження                                                | 26.03.2006   | 31.10.2010      |
| Вишнівська Валентина Василівна | Сільський голова, 1964 року народження, освіта незакінчена вища, член Партії регіонів | 31.10.2010   |                 |

Примітка: таблиця складена за даними сайту Верховної Ради України

### Депутати
За результатами місцевих виборів 2010 року депутатами ради стали:

#### За суб'єктами висування
| Суб'єкт висування | Кількість обраних депутатів | %    |
| ----------------- | --------------------------- | ---- |
| Партія регіонів   | 11                          | 68,8 |
| Самовисування     | 5                           | 31,3 |

#### За округами
| № округу        | Прізвище, ім'я, по батькові       | Дата визнання обраним | Освіта             | Партійна приналежність | Відомості про обраного депутата                                                     |
| --------------- | --------------------------------- | --------------------- | ------------------ | ---------------------- | ----------------------------------------------------------------------------------- |
| Партія регіонів |                                   |                       |                    |                        |                                                                                     |
| 3               | Булеховець Наталія Григорівна     | 31.10.2010            | вища               | позапартійна           | Городецька загальноосвітня школа І-ІІІ ст., директор школи                          |
| 4               | Жупаник Тетяна Василівна          | 31.10.2010            | середня спеціальна | позапартійна           | фельдшерсько-акушерський пункт с. Городецьке, завідувачка                           |
| 5               | Сирота Ніна Степанівна            | 31.10.2010            | середня спеціальна | позапартійна           | Городецька сільська рада, секретар                                                  |
| 7               | Осадченко Людмила Василівна       | 31.10.2010            | вища               | позапартійна           | Городецька сільська рада, спеціаліст-землевпорядник                                 |
| 9               | Козієнко Світлана Дмитрівна       | 31.10.2010            | вища               | член Партії регіонів   | Уманська РДА, зав.сектору з питань опіки служби у справах дітей                     |
| 10              | Губа Костянтин Вікторович         | 31.10.2010            | вища               | позапартійний          | Уманське районне управління агропромислового розвитку, головний зоотехнік           |
| 12              | Кузьменко Галина Іванівна         | 31.10.2010            | середня спеціальна | член Партії регіонів   | Фермерське господарство "Агрофірма «Базис», бухгалтер                               |
| 13              | Могильницький Михайло Миколайович | 31.10.2010            | середня спеціальна | позапартійний          | Фермерське господарство "Агрофірма «Базис», комірник                                |
| 14              | Заєць Анатолій Васильович         | 31.10.2010            | середня спеціальна | позапартійний          | Фермерське господарство "Агрофірма «Базис», інженер                                 |
| 15              | Авдєєв Станіслав Федорович        | 31.10.2010            | середня            | позапартійний          | тимчасово не працює                                                                 |
| 16              | Кицик Наталія Григорівна          | 31.10.2010            | вища               | позапартійна           | Управління праці та соціального захисту населення Уманської РДА, началь ник відділу |
| Самовисування   |                                   |                       |                    |                        |                                                                                     |
| 1               | Соловей Микола Борисович          | 31.10.2010            | вища               | позапартійний          | Українська православна церква с. Городецьке, ієрей                                  |
| 2               | Вишнівський Василь Костянтинович  | 31.10.2010            | середня            | позапартійний          | КП «Умань теплокомуненерго», токар                                                  |
| 6               | Харишук Григорій Іонович          | 31.10.2010            | вища               | позапартійний          | тимчасово не працює                                                                 |
| 8               | Заєць Валентина Андріївна         | 31.10.2010            | середня спеціальна | позапартійна           | Городецька загальноосвітня школа І-ІІІ ст., бібліотекар                             |
| 11              | Даценко Микола Васильович         | 31.10.2010            | середня спеціальна | позапартійний          | фельдшерсько-акушерський пункт, фельдшер                                            |